# Rhynchostegiella trichophylla
Rhynchostegiella trichophylla är en bladmossart som beskrevs av Dirkse och Bouman 1995 [1996. Rhynchostegiella trichophylla ingår i släktet nålmossor, och familjen Brachytheciaceae. Inga underarter finns listade i Catalogue of Life.